# Vergaville
Vergaville est une commune française située dans le département de la Moselle, en région Grand Est.

## Géographie
La commune de Vergaville est située dans l'arrondissement de Sarrebourg-Château-Salins, à proximité de la commune de Dieuze.

### Voies de communication et transports

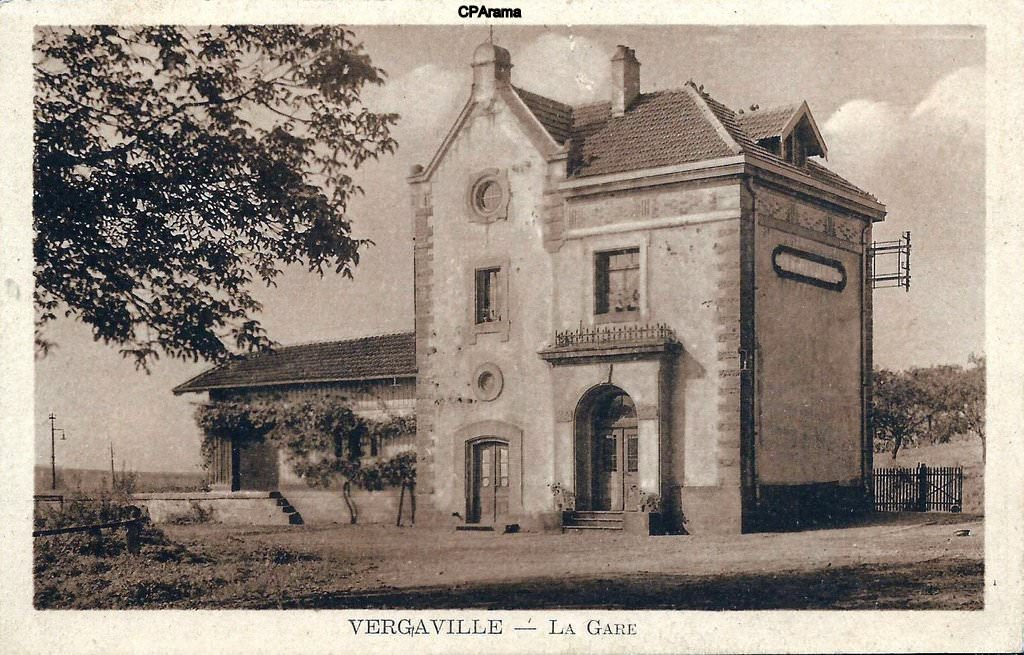
L'ancienne gare.

### Communes limitrophes
| Lidrezing   | Guebling     | Bourgaltroff |
| Guébestroff | Vergaville   | Bidestroff   |
| Dieuze      | Lindre-Haute | Zommange     |

### Hydrographie
La commune est située dans le bassin versant du Rhin au sein du bassin Rhin-Meuse. Elle est drainée par le ruisseau le Spin, le ruisseau le Verbach, le ruisseau de Bourgaltroff, le ruisseau de l'Étang des Dames, le ruisseau de l'Étang du Moulin et le ruisseau de l'Étang Neuf Etang.
Le Spin, d'une longueur totale de 14 km, prend sa source dans la commune de Lidrezing et se jette  dans la Seille à Dieuze en limite avec Val-de-Bride, après avoir traversé sept communes.
Le Verbach, d'une longueur totale de 11,8 km, prend sa source dans la commune de Domnom-lès-Dieuze et se jette  dans la Seille à Dieuze, après avoir traversé sept communes.

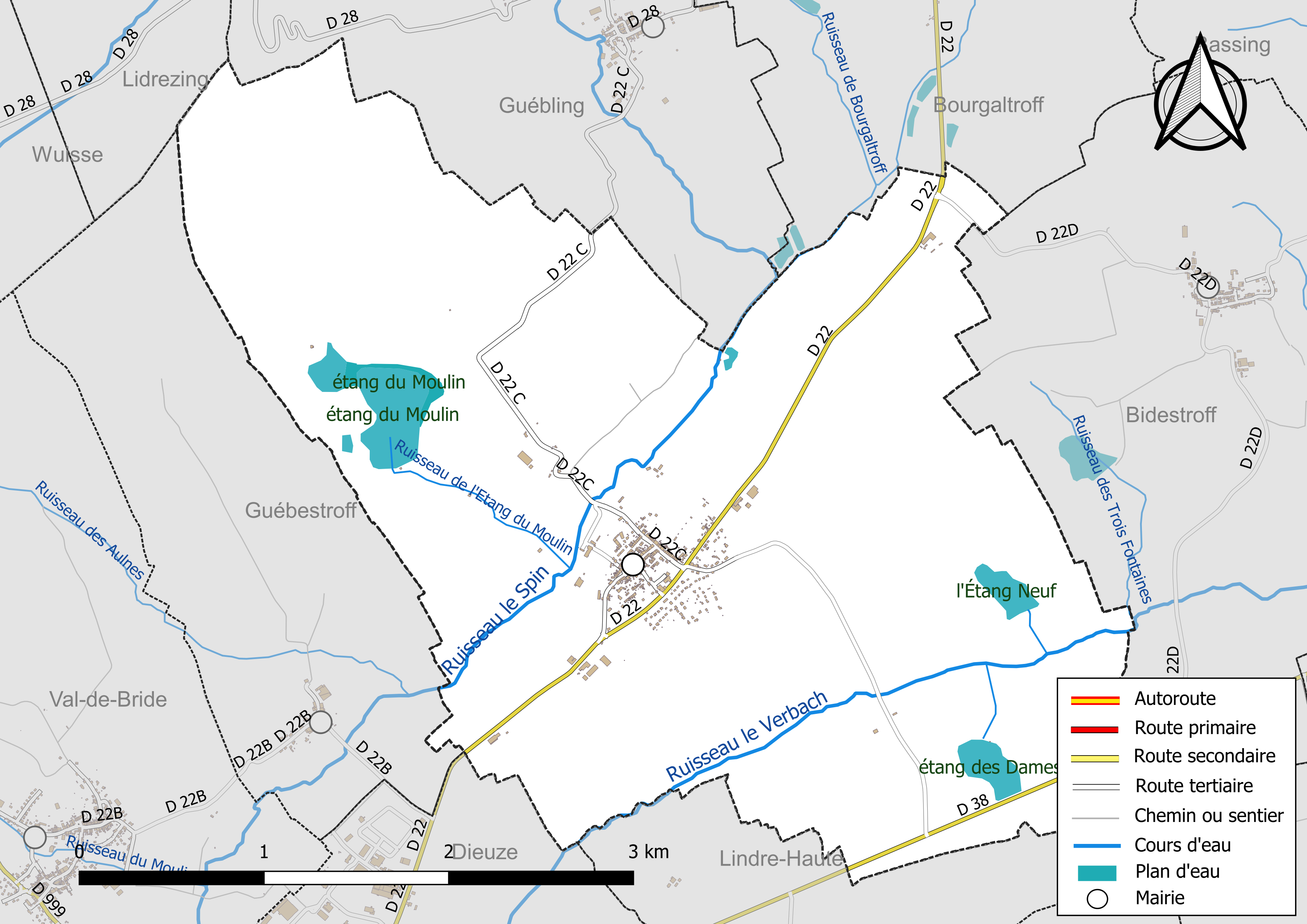
Réseaux hydrographique et routier de Vergaville.

La qualité des eaux des principaux cours d’eau de la commune, notamment du ruisseau le Spin et du ruisseau le Verbach, peut être consultée sur un site spécial géré par les agences de l’eau et l’Agence française pour la biodiversité.

### Climat
Pour des articles plus généraux, voir Climat du Grand Est et Climat de la Moselle.
En 2010, le climat de la commune est de type climat des marges montargnardes, selon une étude du Centre national de la recherche scientifique s'appuyant sur une série de données couvrant la période 1971-2000. En 2020, Météo-France publie une typologie des climats de la France métropolitaine dans laquelle la commune est exposée à un climat semi-continental et est dans une zone de transition entre les régions climatiques « Lorraine, plateau de Langres, Morvan » et « Vosges ». 
Pour la période 1971-2000, la température annuelle moyenne est de 9,8 °C, avec une amplitude thermique annuelle de 17,1 °C. Le cumul annuel moyen de précipitations est de 799 mm, avec 12 jours de précipitations en janvier et 9,2 jours en juillet. Pour la période 1991-2020, la température moyenne annuelle observée sur la station météorologique de Météo-France la plus proche, « Rodalbe », sur la commune de Rodalbe à 8 km à vol d'oiseau, est de 10,6 °C et le cumul annuel moyen de précipitations est de 737,2 mm. 
La température maximale relevée sur cette station est de 38,7 °C, atteinte le 24 juillet 2019 ; la température minimale est de −18,1 °C, atteinte le 26 décembre 2010,,. 
Les paramètres climatiques de la commune ont été estimés pour le milieu du siècle (2041-2070) selon différents scénarios d'émission de gaz à effet de serre à partir des nouvelles projections climatiques de référence DRIAS-2020. Ils sont consultables sur un site spécial publié par Météo-France en novembre 2022.

## Urbanisme

### Typologie
Au 1er janvier 2024, Vergaville est catégorisée commune rurale à habitat dispersé, selon la nouvelle grille communale de densité à sept niveaux définie par l'Insee en 2022.
Elle est située hors unité urbaine. Par ailleurs la commune fait partie de l'aire d'attraction de Dieuze, dont elle est une commune de la couronne,. Cette aire, qui regroupe 31 communes, est catégorisée dans les aires de moins de 50 000 habitants,.

### Occupation des sols
L'occupation des sols de la commune, telle qu'elle ressort de la base de données européenne d’occupation biophysique des sols Corine Land Cover (CLC), est marquée par l'importance des territoires agricoles (77,5 % en 2018), une proportion sensiblement équivalente à celle de 1990 (77,8 %). La répartition détaillée en 2018 est la suivante : 
terres arables (53,6 %), prairies (20,3 %), forêts (16,8 %), zones urbanisées (3,6 %), zones agricoles hétérogènes (3,6 %), eaux continentales (2 %). L'évolution de l’occupation des sols de la commune et de ses infrastructures peut être observée sur les différentes représentations cartographiques du territoire : la carte de Cassini (XVIIIe siècle), la carte d'état-major (1820-1866) et les cartes ou photos aériennes de l'IGN pour la période actuelle (1950 à aujourd'hui).

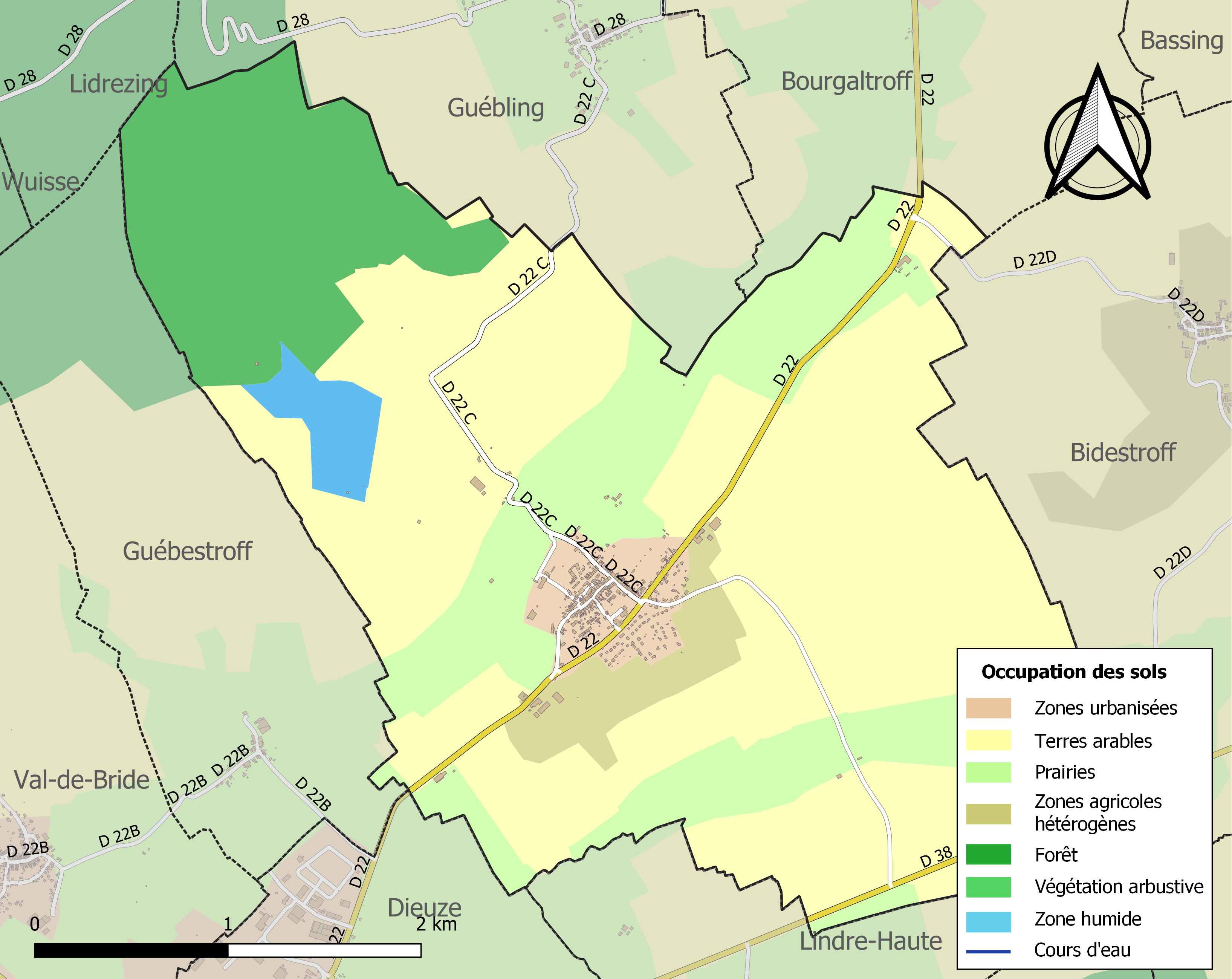
Carte des infrastructures et de l'occupation des sols de la commune en 2018 (CLC).

## Toponymie
- D'un nom de personne germanique, Widerald + dorf « village », romanisé en villa après le Xe siècle[15].
- Anciens noms[15],[16],[17] : Widirgoldesdorff (996), Vergavilla (1086), Wargaville (1285), Wargavilla (1294), Vystorf (1311), Wirstorf (1312), Widerstorff (1462), Wargauville et Wergauille (1481), Widersdorff (1513), Widerstorff (1594), Vergaville (1793).
- En allemand : Widersdorf (1871-1915), Wirtsdorf (1915-1918 et 1940-1944).

## Histoire
- Fondation d'une abbaye bénédictine en 966, mise sous la protection de l'évêque de Metz en 1190, puis du duc de Lorraine au XVIe siècle.
- Dévastée au cours de la guerre de Trente Ans et reconstruite ; supprimée à la Révolution et démolie.
- L'abbaye avait le droit de justice et un important domaine foncier.
- Siège d'un ancien archiprêtré.

En 2025, la commune est faite membre associé du Félibrige.

## Politique et administration
| Période                                  | Période   | Identité       | Étiquette      | Qualité |
| ---------------------------------------- | --------- | -------------- | -------------- | ------- |
| mars 1995                                | mars 2008 | Gérard Gaillot |                |         |
| mars 2008                                | En cours  | Gérard Beck    | Sans étiquette |         |
| Les données manquantes sont à compléter. |           |                |                |         |

## Démographie
L'évolution du nombre d'habitants est connue à travers les recensements de la population effectués dans la commune depuis 1793. Pour les communes de moins de 10 000 habitants, une enquête de recensement portant sur toute la population est réalisée tous les cinq ans, les populations de référence des années intermédiaires étant quant à elles estimées par interpolation ou extrapolation. Pour la commune, le premier recensement exhaustif entrant dans le cadre du nouveau dispositif a été réalisé en 2004.

En 2022, la commune comptait 537 habitants, en évolution de −9,29 % par rapport à 2016 (Moselle : +0,52 %, France hors Mayotte : +2,11 %).
| 1793 | 1800 | 1806 | 1821  | 1831  | 1836  | 1841  | 1846  | 1851  |
| ---- | ---- | ---- | ----- | ----- | ----- | ----- | ----- | ----- |
| 789  | 967  | 961  | 1 092 | 1 133 | 1 305 | 1 259 | 1 289 | 1 291 |

| 1856  | 1861  | 1871  | 1875 | 1880  | 1885 | 1890 | 1895 | 1900 |
| ----- | ----- | ----- | ---- | ----- | ---- | ---- | ---- | ---- |
| 1 144 | 1 152 | 1 033 | 956  | 1 035 | 965  | 919  | 941  | 870  |

| 1905 | 1910 | 1921 | 1926 | 1931 | 1936 | 1946 | 1954 | 1962 |
| ---- | ---- | ---- | ---- | ---- | ---- | ---- | ---- | ---- |
| 841  | 814  | 687  | 634  | 636  | 662  | 695  | 658  | 699  |

| 1968 | 1975 | 1982 | 1990 | 1999 | 2004 | 2006 | 2009 | 2014 |
| ---- | ---- | ---- | ---- | ---- | ---- | ---- | ---- | ---- |
| 666  | 658  | 665  | 599  | 544  | 574  | 563  | 564  | 587  |

| 2019 | 2022 | - | - | - | - | - | - | - |
| ---- | ---- | - | - | - | - | - | - | - |
| 549  | 537  | - | - | - | - | - | - | - |

## Économie

### Artisanat
- Fromagerie de l'Abbaye Saint-Eustase de Vergaville[23].

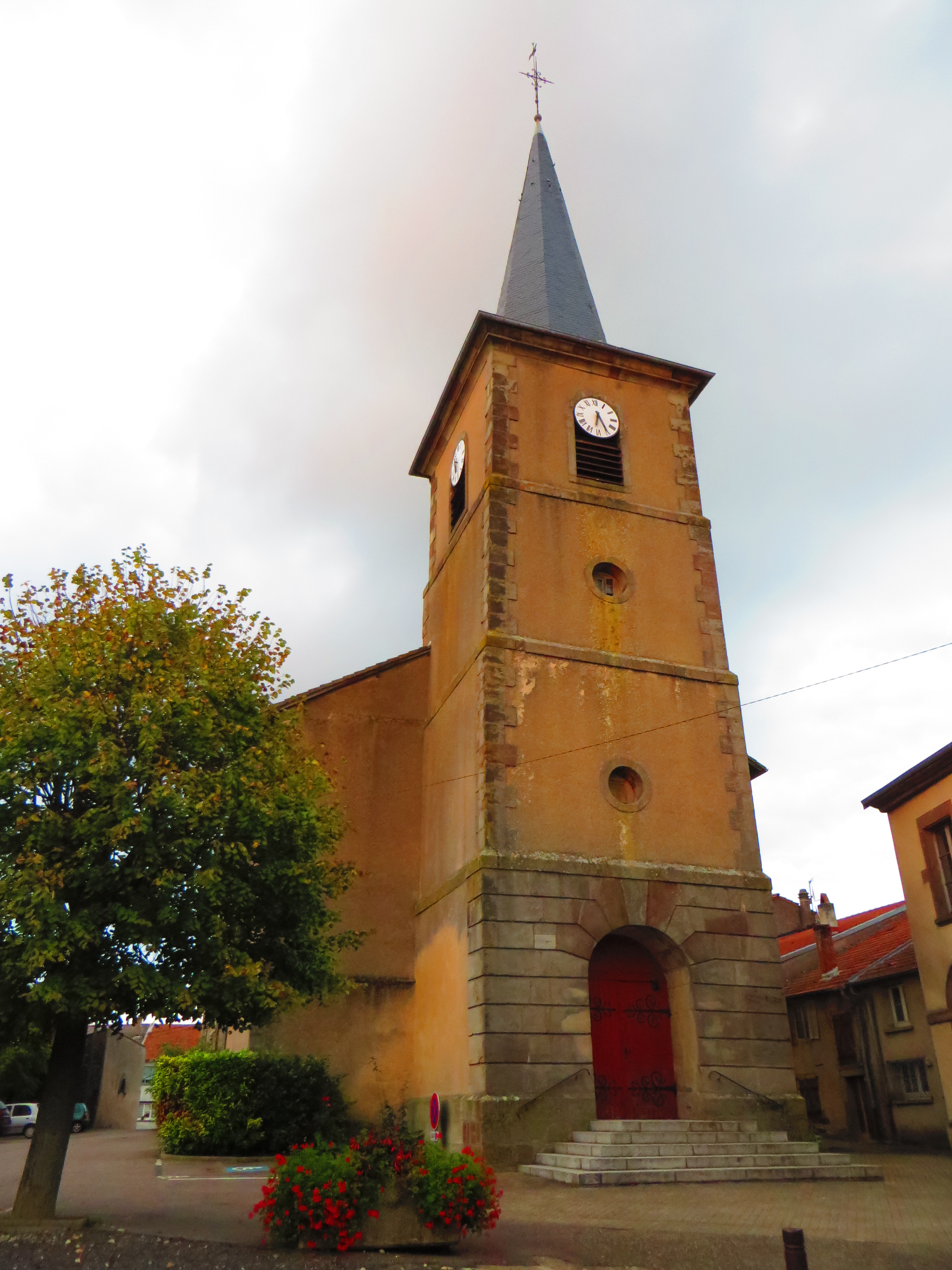
Église Saint-Pierre.

## Culture locale et patrimoine

### Lieux et monuments
- Monument aux morts.
- Vestiges gallo-romains au lieu-dit le Tuilon.
- Cimetière mérovingien.
- Nécropole nationale de Vergaville, grand cimetière militaire.
- Église Saint-Pierre : chœur XVe siècle, oculus, nef et clocher XVIIIe siècle ; statue en pierre de saint Eustasius (1300).
- Ancienne abbaye Saint-Eustase (restes de l'abbaye, puits souterrain).

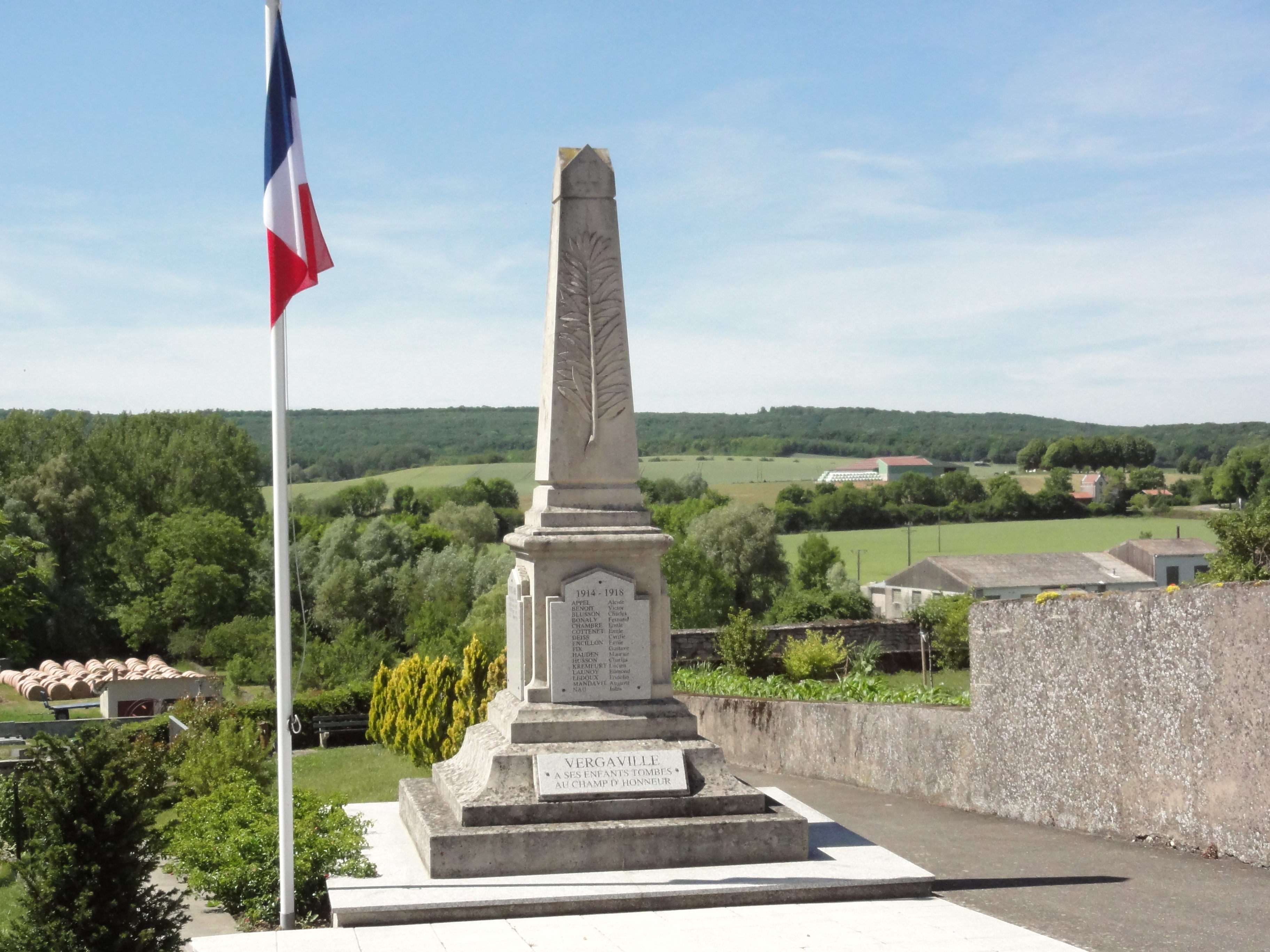
Monument aux morts.
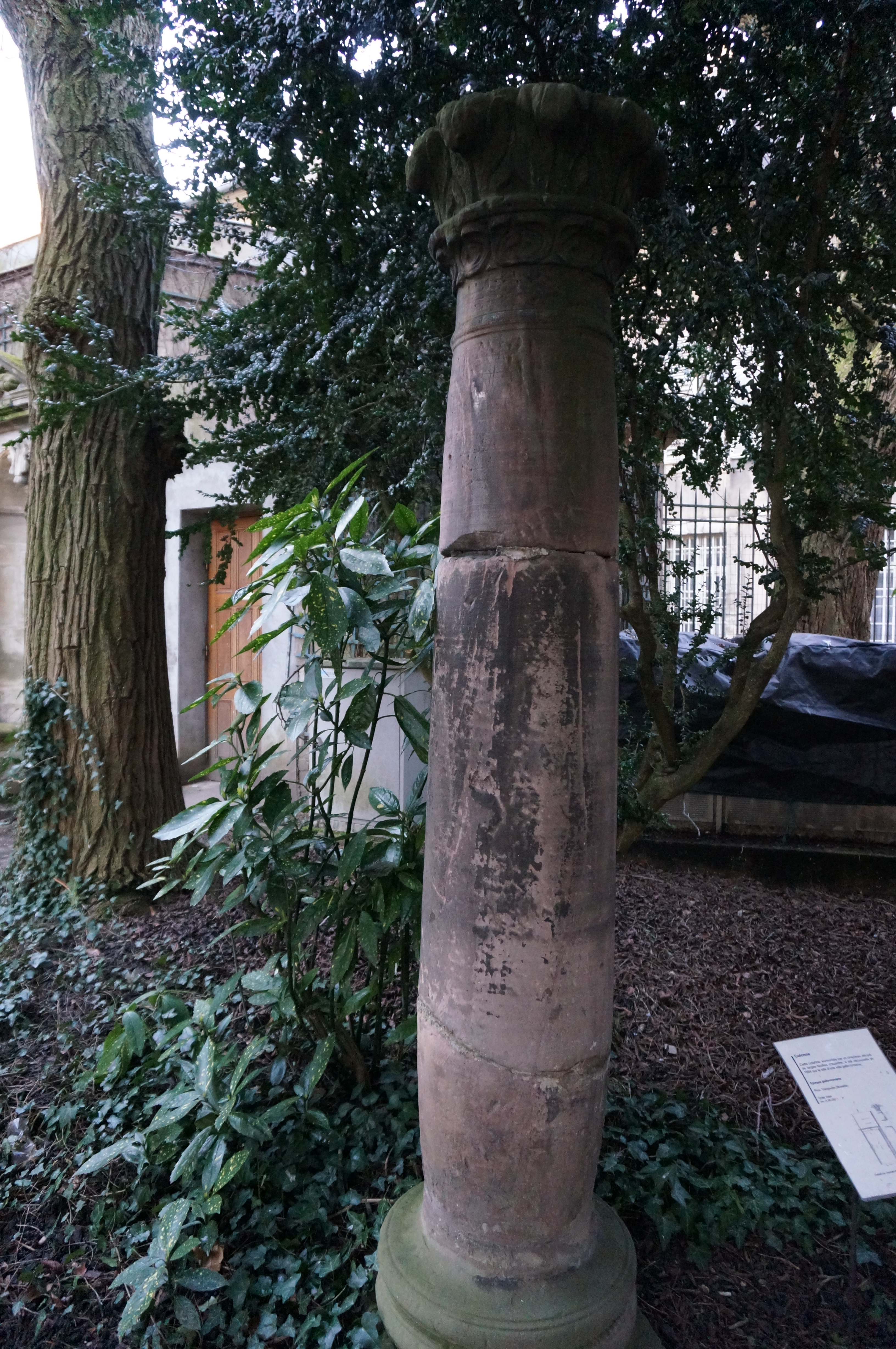
Colonne gallo-romaine actuellement au Musée Lorrain.
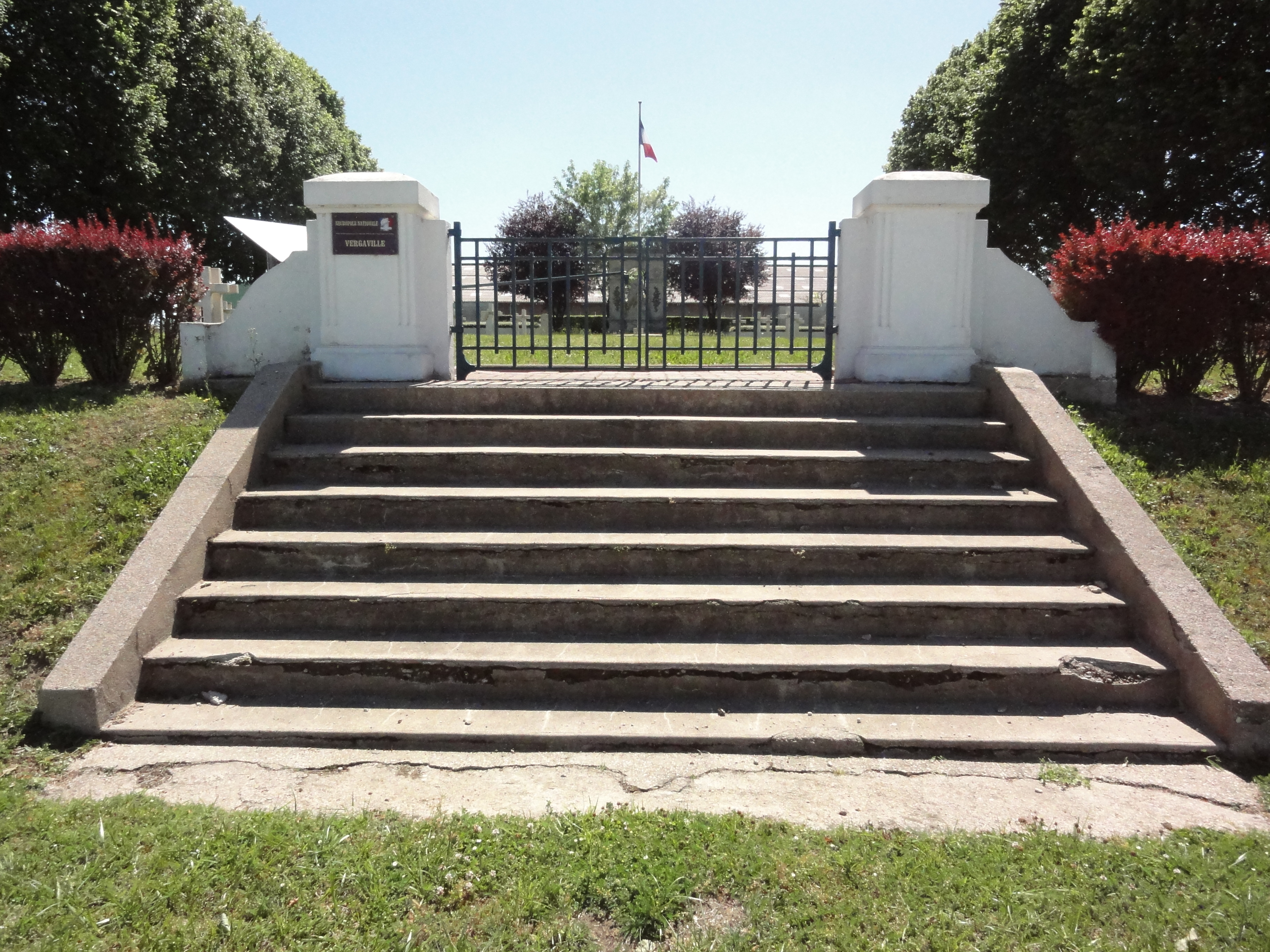
Nécropole nationale, entrée.
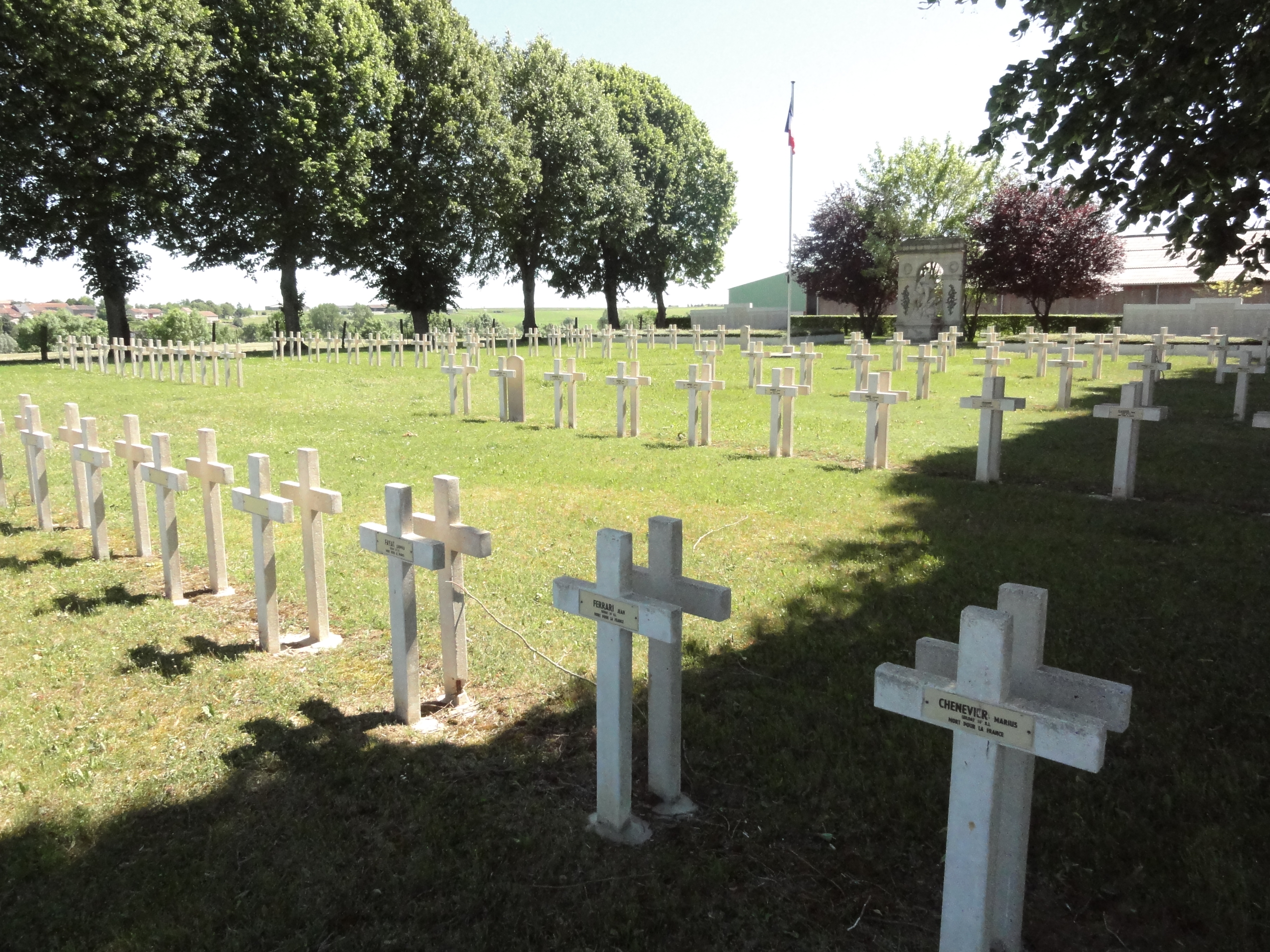
Nécropole nationale, vue générale.
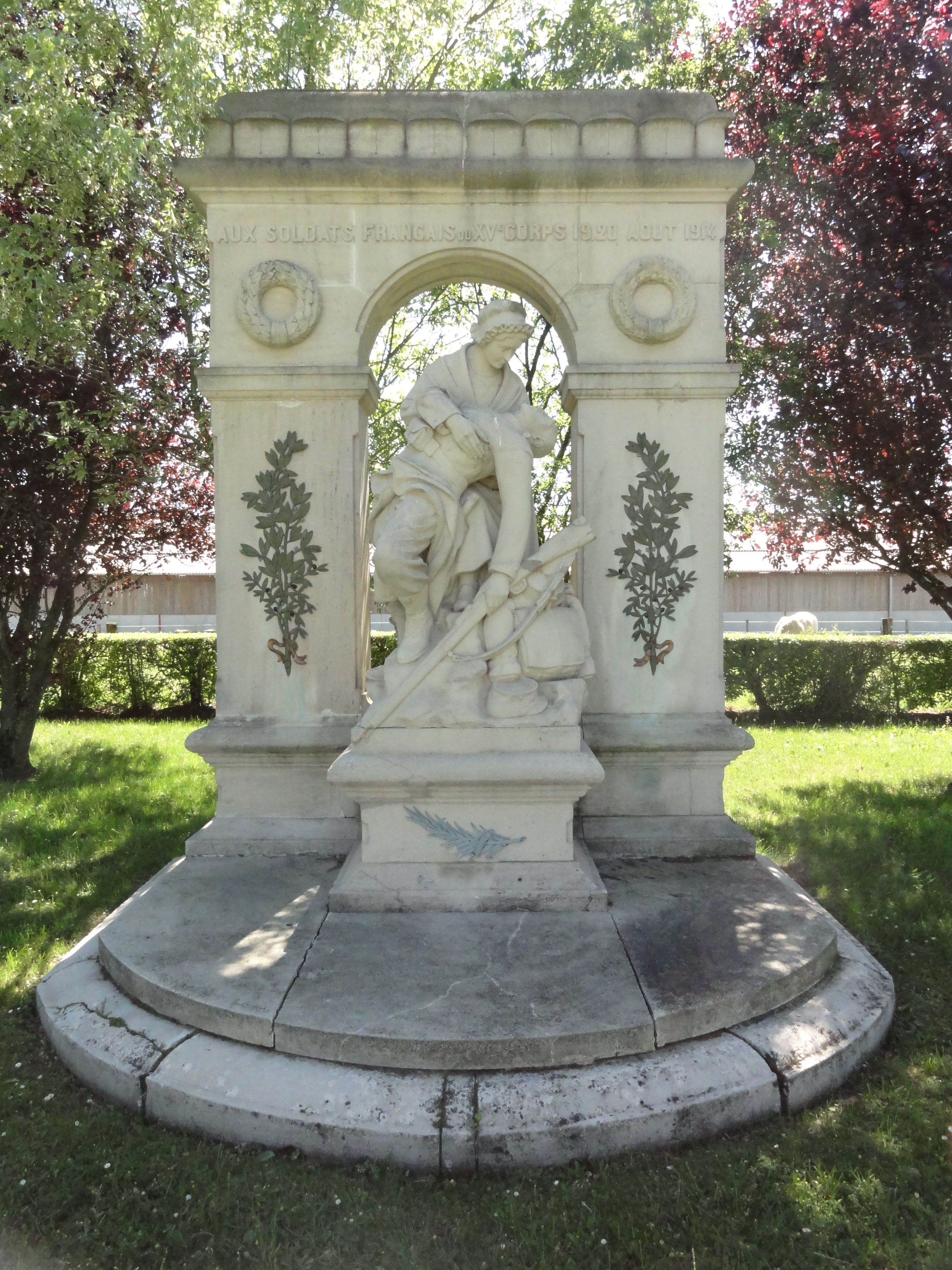
Nécropole nationale, monument central.
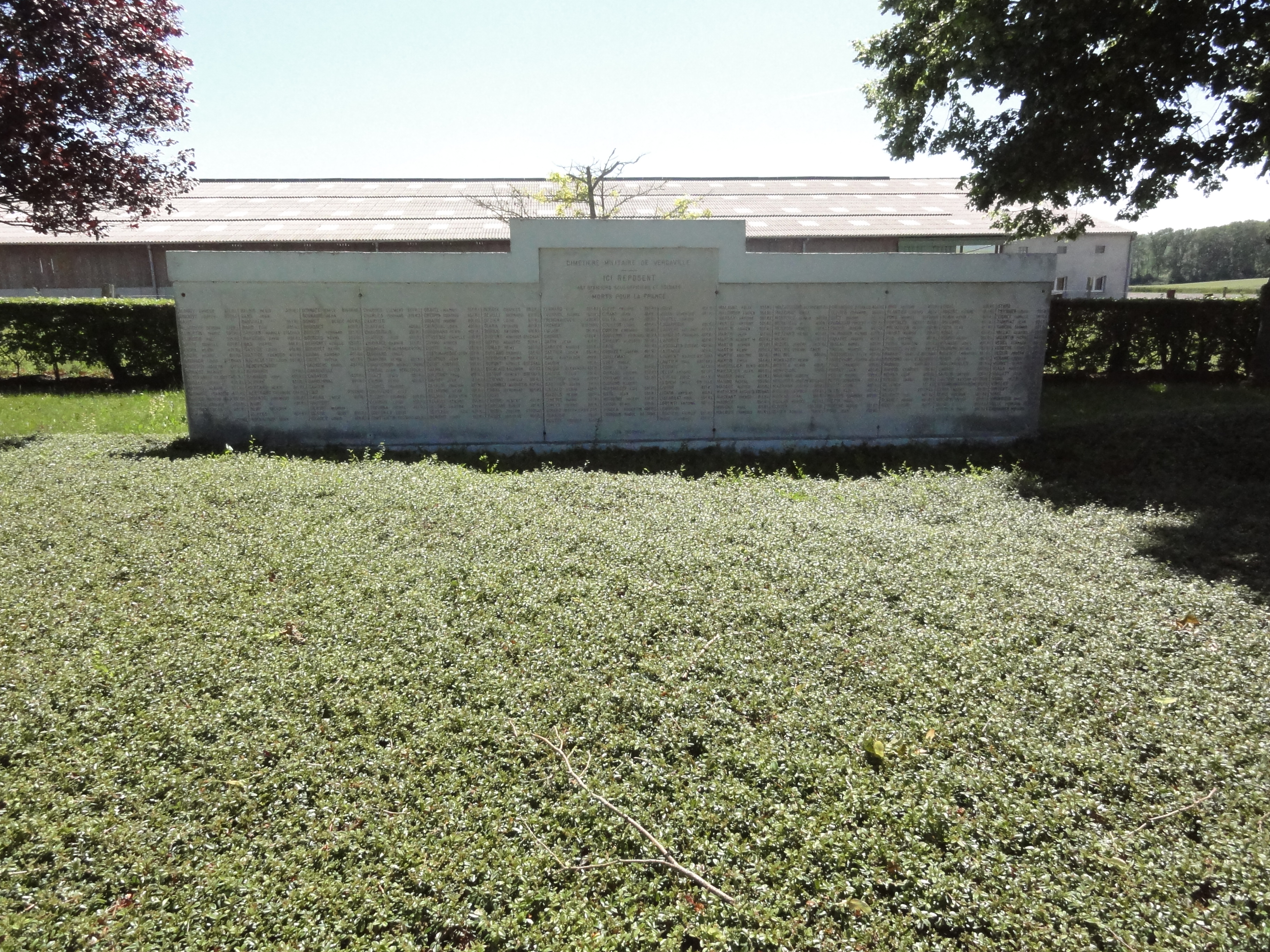
Nécropole nationale, mémorial d'un des deux fosses communes.

## Héraldique
| Blason de Vergaville | Blason  | D'or à deux crosses de gueules posées en sautoir, un écu en losange du même au griffon d'or brochant sur le tout. |
| Blason de Vergaville | Détails | Le statut officiel du blason reste à déterminer.                                                                  |